# Norbert Trelle
Norbert Trelle (Kassel, 5 settembre 1942) è un vescovo cattolico tedesco, dal 9 settembre 2017 vescovo emerito di Hildesheim.

## Biografia
Norbert Trelle è nato a Kassel il 5 settembre 1942 ed è il quarto e ultimo figlio di un architetto. Un suo zio era sacerdote e operava a Jagsttal, nella Germania meridionale.

### Formazione e ministero sacerdotale
Ha frequentato il Friedrichsgymnasium di Kassel e dopo che la famiglia si è trasferita a Bonn, il Beethoven-Gymnasium. Nel 1962 ha conseguito il diploma. Inizialmente desiderava diventare architetto ma poi ha studiato teologia cattolica all'Università di Bonn e all'Università di Innsbruck. Da studente è entrato nella confraternita V.K.Th. Burgundia di Bonn.
Il 2 febbraio 1968 è stato ordinato presbitero per l'arcidiocesi di Colonia dal cardinale Josef Frings. In seguito è stato vicario parrocchiale a Heiligenhaus e Ratingen e poi parroco e decano della città di Wuppertal. Nel 1991 è stato nominato monsignore.

### Ministero episcopale
Il 25 marzo 1992 papa Giovanni Paolo II lo ha nominato vescovo ausiliare di Colonia e titolare di Egnazia. Ha ricevuto l'ordinazione episcopale il 1º maggio successivo nel duomo di Colonia dal cardinale Joachim Meisner, arcivescovo metropolita di Colonia, co-consacranti i vescovi ausiliari Augustinus Frotz e Klaus Dick. Ha prestato servizio come responsabile del distretto pastorale sud e vicario episcopale per la pastorale dei cattolici all'estero, dei sinti e dei rom.
Il 29 novembre 2005 papa Benedetto XVI lo ha nominato vescovo di Hildesheim. Ha preso possesso della diocesi l'11 febbraio successivo con una cerimonia nel duomo di Hildesheim.
Come vescovo ha dovuto adattare la pastorale diocesana al numero decrescente di credenti. Ha unito numerose parrocchie, ma ha incoraggiato le stesse a diventare più prominenti e quindi ha contrastato un certo scoraggiamento di fronte al calo del numero di credenti. Insieme al capitolo dei canonici ha avviato il vasto restauro del duomo di Hildesheim e la costruzione del nuovo museo della cattedrale. Ha celebrato la riapertura della cattedrale il 15 agosto 2014.
Ha ripetutamente alzato la voce quando ha visto minacciati i diritti dei migranti, dei richiedenti asilo e delle persone senza residenza legale.
Nel novembre del 2006 e nel novembre del 2015 ha compiuto la visita ad limina.
In seno alla Conferenza episcopale della Germania è stato membro della XIV commissione per le migrazioni, della VI commissione per la società e gli affari sociali e presidente del gruppo di lavoro "pastorale missionaria in ambienti secolari". Il 5 ottobre 2011, durante l'assemblea generale autunnale dei vescovi tenutasi a Fulda, è stato eletto vicepresidente della Conferenza episcopale e ha ricoperto questo incarico fino al suo pensionamento nel settembre del 2017.
Nel 2015, le dichiarazioni rilasciate da Trelle sono state criticate per aver banalizzato o nascosto casi di abuso nella diocesi di Hildesheim.
Il 9 settembre 2017 papa Francesco ha accettato la sua rinuncia al governo pastorale della diocesi.

## Genealogia episcopale e successione apostolica
La genealogia episcopale è:
- Cardinale Scipione Rebiba
- Cardinale Giulio Antonio Santori
- Cardinale Girolamo Bernerio, O.P.
- Arcivescovo Galeazzo Sanvitale
- Cardinale Ludovico Ludovisi
- Cardinale Luigi Caetani
- Cardinale Ulderico Carpegna
- Cardinale Paluzzo Paluzzi Altieri degli Albertoni
- Papa Benedetto XIII
- Papa Benedetto XIV
- Papa Clemente XIII
- Cardinale Bernardino Giraud
- Cardinale Alessandro Mattei
- Cardinale Pietro Francesco Galleffi
- Cardinale Giacomo Filippo Fransoni
- Cardinale Antonio Saverio De Luca
- Arcivescovo Gregor Leonhard Andreas von Scherr, O.S.B.
- Arcivescovo Friedrich von Schreiber
- Arcivescovo Franz Joseph von Stein
- Arcivescovo Joseph von Schork
- Vescovo Ferdinand von Schlör
- Arcivescovo Johann Jakob von Hauck
- Arcivescovo Joseph Otto Kolb
- Cardinale Julius August Döpfner
- Cardinale Alfred Bengsch
- Vescovo Hugo Aufderbeck
- Cardinale Joachim Meisner
- Vescovo Norbert Trelle

La successione apostolica è:
- Vescovo Heinz-Günter Bongartz (2011)

## Araldica
| Stemma | Titolare                                     | Descrizione |
|        | Norbert Trelle Vescovo emerito di Hildesheim | Lo stemma è diviso in due metà, una è di colore oro e l'altra di colore rosso. Nella parte inferiore vi sono tre corone di colori misti. I colori e la divisione dello scudo corrispondono allo stemma della diocesi di Hildesheim. Le tre corone nello stemma ricordano i Re Magi, il cui santuario è il centro del duomo di Colonia. La croce astile posta dietro lo scudo è basata basa sulla croce di Bernward e ricorda San Bernoardo di Hildesheim. |